# 薛君
薛君（1962年—）山东省临沂市费县人，中国人民解放军少将。

## 生平
薛君1979年参军，先后在中国人民解放军军械技术学院、中共中央党校、北京大学、中国人民解放军国防大学学习，获工学学士 、管理学硕士学位，后为中国科学院博士，中国人民解放军南京政治学院客座教授。薛君历任干事、指导员、中国人民解放军总政治部办公厅研究员，2010年调入济南军区陆军第二十集团军，后成为该集团军政治部主任。截至2014年曾三次立三等功。
2014年，薛君升任陆军第二十集团军政治委员，跻身正军级军官之列。2017年，陆军第二十集团军撤编，薛君担任中国人民解放军南部战区海军副政治委员。
2011年12月晋升少将军衔。

## 著作
薛君在军内外报刊发表学术论文、研究文章二百多篇，并且多次获奖，出版有：
- 《欲立集》
- 《解惑集》
- 《知行集》[2]